# Cuori nel deserto
Cuori nel deserto (Desert Hearts) è un film drammatico romantico a tematica lesbica liberamente tratto dal romanzo Desert of the Heart di Jane Rule. Diretto da Donna Deitch, ha per protagoniste le attrici Helen Shaver e Patricia Charbonneau; Audra Lindley interpreta un ruolo secondario.

## Trama
A Reno, nel Nevada, la professoressa universitaria Vivian Bell, residente a New York, prende una stanza in affitto nella casa della signora Frances Parker, al fine di trascorrere nella tranquilla cittadina il periodo di attesa della sentenza di divorzio. Frances Parker è molto affezionata a Cay Riwers, figlia del suo grande amore deceduto, che è stata abbandonata presto dalla vera madre, e che lei ha allevato, ma non riesce ad accettare e a perdonarle il fatto di essere lesbica e di non sentire il bisogno di nasconderlo. La ragazza lavora in un casinò ed è indifferente al corteggiamento del suo direttore, ma appena vede Vivian se ne innamora; la donna, che ha 10 anni più di lei e che si è sempre ritenuta etero, all'inizio tenta di rifiutarla, ma il fascino aggressivo di Cay non la lascia indifferente.
Una notte, in cui sono sole in riva al lago, si scambiano il primo bacio, che euforizza Cay ma turba Vivian che tornando a casa viene cacciata dalla signora Frances, gelosa della sua protetta. Trasferitasi in albergo, Vivian viene raggiunta di notte da Cay e tenta di resistere alle sue avances, ma Cay è paradossalmente troppo più forte e più decisa di lei, molto più fragile anche se più esperta e di estrazione borghese, e ha luogo una notte d'amore. Dopo, però, Vivian è presa da mille sensi di colpa per ciò che la forza della passione l'ha portata a fare. Fra loro ci sono in seguito incomprensioni e, nel frattempo, Vivian ottiene il divorzio e deve tornare a New York. Cay è addolorata, perché pensa che la relazione sia finita, ma va a salutarla alla stazione. Vivian, emozionata, la invita allora con lei e Cay, che dapprima rifiuta, si fa convincere a seguirla. Il film termina con Cay che sale con Vivian sul treno.

## Accoglienza della critica
Desert Hearts è stato il primo film a raffigurare una relazione lesbica a lieto fine, contraddistinguendosi appunto dai film distribuiti in precedenza come Due donne in gara, che si concentravano meno sul rapporto dei personaggi principali e che terminavano con il ritorno, da parte di una delle due protagoniste, a una condotta eterosessuale.
Helen Shaver ha dichiarato che Greta Garbo rimase così piacevolmente colpita dalla sua performance nel film che tentarono di incontrarsi ma a causa delle precarie condizioni di salute della Garbo desistettero, riuscendo comunque a confrontarsi tramite telefono. Patricia Charbonneau, a sua volta, ha appreso che la modella Gia Carangi si riconobbe nel personaggio Cay.

## Riconoscimenti
- 1985 - Festival del film Locarno
  - Pardo di Bronzo a Helen Shaver
- 1986 - Sundance Film Festival
  - Nomination Gran premio della giuria: U.S. Dramatic
- 1986 - Sundance Film Festival
  - Menzione d'onore: U.S. Dramatic
- 1987 - Independent Spirit Award
  - Nomination Miglior attrice protagonista a Patricia Charbonneau